# Falkenstein/Harz
Falkenstein/Harz is een gemeente in de Duitse deelstaat Saksen-Anhalt, en maakt deel uit van de Landkreis Harz.
Falkenstein/Harz telt 5.269 inwoners.

## Indeling gemeente
De volgende Ortsteile maken deel uit van de gemeente:
- Endorf
- Ermsleben
- Meisdorf
- Neuplatendorf
- Pansfelde
- Reinstedt
- Wieserode

Ermsleben is de zetel van het stadsbestuur van Falkenstein.
Ballenstedt · 
Blankenburg (Harz) · 
Ditfurt · 
Falkenstein/Harz · 
Groß Quenstedt · 
Halberstadt · 
Harsleben · 
Harzgerode · 
Hedersleben · 
Huy · 
Ilsenburg (Harz) · 
Nordharz · 
Oberharz am Brocken · 
Osterwieck · 
Quedlinburg · 
Schwanebeck · 
Selke-Aue · 
Thale · 
Wegeleben · 
Wernigerode